# ボリビア共産党
ボリビア共産党（スペイン語：Partido Comunista de Bolivia）は、ボリビアの共産主義政党。現在の党首はマルコス・ドミニク。
1950年、革命的左翼党のメンバーだったラウル・ルイス・ゴンサレスらによって結成された。当初は小規模な段階にとどまり、1959年まで全国大会を開けなかった。
党は労働運動に参加し、1960年代に小規模団体であるボリビア労働者中央本部およびボリビア炭鉱労働者連盟(FSTMB)の指導部を掌握した。
その後中ソ論争が発生するとボリビア共産党はソ連に接近し、ゴンサレスらは離党してボリビア共産党 (マルクス・レーニン主義)を結成した。
1967年、ボリビアに潜入したチェ・ゲバラらによるゲリラ活動への支援を開始したが、ソ連寄りの指導部はゲバラと対立し援助を停止した（このため、ゲバラは独自に民族解放軍を結成）。
1980年代にボリビアが民政に復帰すると党は弱体化し、2003年には政党としての資格を喪失する。